# Grand Prix automobile d'Italie 1974
Résultats du Grand Prix d'Italie de Formule 1 1974 qui a eu lieu sur le circuit de Monza le 8 septembre 1974.

## Classement
| Pos  | N° | Pilote               | Écurie            | Tours | Temps/Abandon     | Grille | Points |
| ---- | -- | -------------------- | ----------------- | ----- | ----------------- | ------ | ------ |
| 1    | 1  | Ronnie Peterson      | Lotus-Ford        | 52    | 1 h 22 min 56 s 6 | 7      | 9      |
| 2    | 5  | Emerson Fittipaldi   | McLaren-Ford      | 52    | + 0 s 8           | 6      | 6      |
| 3    | 3  | Jody Scheckter       | Tyrrell-Ford      | 52    | + 24 s 7          | 12     | 4      |
| 4    | 20 | Arturo Merzario      | Iso Marlboro-Ford | 52    | + 1 min 27 s 7    | 15     | 3      |
| 5    | 8  | Carlos Pace          | Brabham-Ford      | 51    | + 1 tour          | 3      | 2      |
| 6    | 6  | Denny Hulme          | McLaren-Ford      | 51    | + 1 tour          | 19     | 1      |
| 7    | 28 | John Watson          | Brabham-Ford      | 51    | + 1 tour          | 4      |        |
| 8    | 26 | Graham Hill          | Lola-Ford         | 51    | + 1 tour          | 21     |        |
| 9    | 33 | David Hobbs          | McLaren-Ford      | 51    | + 1 tour          | 23     |        |
| 10   | 16 | Tom Pryce            | Shadow-Ford       | 50    | + 2 tours         | 22     |        |
| 11   | 4  | Patrick Depailler    | Tyrrell-Ford      | 50    | + 2 tours         | 10     |        |
| Abd. | 11 | Clay Regazzoni       | Ferrari           | 40    | Moteur            | 5      |        |
| Abd. | 12 | Niki Lauda           | Ferrari           | 32    | Moteur            | 1      |        |
| Abd. | 2  | Jacky Ickx           | Lotus-Ford        | 30    | Accélérateur      | 16     |        |
| Abd. | 27 | Rolf Stommelen       | Lola-Ford         | 25    | Suspension        | 14     |        |
| Abd. | 21 | Jacques Laffite      | Iso Marlboro-Ford | 22    | Moteur            | 17     |        |
| Abd. | 17 | Jean-Pierre Jarier   | Shadow-Ford       | 19    | Moteur            | 9      |        |
| Abd. | 10 | Vittorio Brambilla   | March-Ford        | 16    | Accident          | 13     |        |
| Abd. | 29 | Tim Schenken         | Trojan-Ford       | 15    | Boîte de vitesses | 20     |        |
| Abd. | 7  | Carlos Reutemann     | Brabham-Ford      | 12    | Boîte de vitesses | 2      |        |
| Abd. | 9  | Hans-Joachim Stuck   | March-Ford        | 11    | Châssis           | 18     |        |
| Abd. | 15 | Henri Pescarolo      | BRM               | 3     | Moteur            | 25     |        |
| Abd. | 24 | James Hunt           | Hesketh-Ford      | 2     | Moteur            | 8      |        |
| Abd. | 37 | François Migault     | BRM               | 1     | Boîte de vitesses | 24     |        |
| Abd. | 14 | Jean-Pierre Beltoise | BRM               | 0     | Panne électrique  | 11     |        |
| Nq.  | 19 | José Dolhem          | Surtees-Ford      |       | Non qualifié      |        |        |
| Nq.  | 31 | Carlo Facetti        | Brabham-Ford      |       | Non qualifié      |        |        |
| Nq.  | 18 | Derek Bell           | Surtees-Ford      |       | Non qualifié      |        |        |
| Nq.  | 25 | Mike Wilds           | Ensign-Ford       |       | Non qualifié      |        |        |
| Nq.  | 30 | Chris Amon           | Amon-Ford         |       | Non qualifié      |        |        |
| Nq.  | 23 | Leo Kinnunen         | Surtees-Ford      |       | Non qualifié      |        |        |
| Np.  | 32 | Jean-Louis Lafosse   | Brabham-Ford      |       | Forfait           |        |        |
| Np.  | 35 | Ian Ashley           | Brabham-Ford      |       | Forfait           |        |        |

Légende :
- Abd.=Abandon
- Nq.=Non qualifié
- Np.=Non partant

## Pole position et record du tour
- Pole position : Niki Lauda en 1 min 33 s 16 (vitesse moyenne : 223,358 km/h).
- Meilleur tour en course : Carlos Pace en 1 min 34 s 20 au 46e tour (vitesse moyenne : 220,892 km/h).

## Tours en tête
- Niki Lauda : 29 (1-29)
- Clay Regazzoni : 11 (30-40)
- Ronnie Peterson : 12 (41-52)

## À noter
- 7e victoire pour Ronnie Peterson.
- 57e victoire pour Lotus en tant que constructeur.
- 76e victoire pour Ford Cosworth en tant que motoriste.
- 6e et dernier Grand Prix de l'écurie Trojan-Tauranac Racing.
- 5e et dernier engagement en Grand Prix pour l'écurie Amon (non-qualification).